# Artem Shmidt
Artem Shmidt (* 30. Januar 2004) ist ein US-amerikanischer Radrennfahrer, der auf der Straße aktiv ist.

## Sportlicher Werdegang
Bereits als Junior machte Shmidt in den Jahren 2021 und 2022 durch eine Reihe von Erfolgen auf sich aufmerksam. Auch bei den UCI-Straßen-Weltmeisterschaften 2022 in Wollongong erzielte er vordere Platzierungen als Sechster im Einzelzeitfahren und Fünfter im Straßenrennen.
Zur Saison 2023 wurde Shmidt Mitglied im UCI Continental Team Hagens Berman Axeon, zu dem auch der Junioren-Weltmeister Emil Herzog und Vizeweltmeister António Morgado gewechselt sind. Bereits in seinem dritten Rennen erzielte er auf der ersten Etappe der Istrian Spring Trophy seinen ersten Sieg in der Elite. Im August 2024 wechselte er unmittelbar nach dem Ende der Tour de l’Avenir in das UCI WorldTeam Ineos Grenadiers.

## Erfolge
2021
- Mannschaftszeitfahren und Nachwuchswertung Vuelta ciclista Junior a la Ribera del Duero
- Gesamtwertung, eine Etappe und Nachwuchswertung Internationale Juniorendriedaagse

2022
- Gesamtwertung und eine Etappe Manavgat Side Junior
- Gesamtwertung und eine Etappe Velo Alanya Junior
- eine Etappe und Bergwertung Oberösterreich-Juniorenrundfahrt
- Bergwertung Vuelta ciclista Junior a la Ribera del Duero

2023
- eine Etappe Istrian Spring Trophy

2024
- US-amerikanischer Meister – Einzelzeitfahren (U23)

2025
- US-amerikanischer Meister – Einzelzeitfahren